# L'Arbre à souhaits
Ne doit pas être confondu avec L'Arbre à souhaits (téléfilm, 2012).
Pour plus de détails, voir Fiche technique et Distribution.

L'Arbre à souhaits (The Wishing Tree) est un téléfilm de Noël américain  réalisé par Ivan Passer et diffusé en 1999.

## Synopsis
un couple raconte a l'avocate l'histoire d'une jeune esclave noire et son arbre a souhait.

## Fiche technique
- Titre original : The Wishing Tree
- Réalisation : Ivan Passer
- Scénario : Grant Scharbo
- Photographie : Ousama Rawi
- Musique : Elia Cmiral
- Pays : États-Unis
- Durée : 97 min
- genre : Fantastique

## Distribution
- Alfre Woodard (VF : Caroline Jacquet) : Clara
- Helen Shaver (VF : Blanche Ravalec) : Wallis
- Mary Alice Smith : Mattie
- Blair Underwood : Magic Man / Thomas
- Charles Weldo : Alfred Brooks
- Leslie Carlson : le professeur
- Peter Haworth : Will
- Stephen Joffe : Jamie
- Kaleigh Nevin : Alexa
- Maria Ricossa : Philomena Parnell
- Jackie Richardson : Marianne Brooks
- Steve Cumyn : Kevin